# Legát

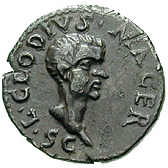
Legáti měli často mince se svým portrétem

Legát, vycházející z latinského slova legatus, jež v doslovném překladu znamená pověřený, byl titul označující v antickém Římě zplnomocněnce, který byl delegován od nějaké vyšší autority. Podle toho se rozlišovali legáti senátorští a císařští.

## Legáti senátorští
Šlo vždy o senátory, kteří byli vybíráni především jako diplomatičtí vyslanci k zahraničním státům. Mohlo také jít o deset rádců vítězného vojevůdce (decem legati), kteří mu měli pomoci organizovat dobyté území, nebo o rádce a zástupce místodržitelů v provinciích.

## Legáti císařští
Byli to přímo místodržitelé provincií (legati Augusti pro praetore) či soudci, praetoři do provincií vyslaní (legati iuridici). V římském vojsku se tak pak nazývali stálí a zkušení velitelé legií (legati Augusti legionis), které místo nezkušených vojenských tribunů zavedl Gaius Iulius Caesar.